# Euronext Paris
Az Euronext Paris Franciaország tőzsdéje, amely összeolvadt az amszterdami, lisszaboni és brüsszeli tőzsdékkel 2000 szeptemberében. Ezen országok együttese alkotja az Euronext NV-t, amely Európa második legnagyobb tőzsdéje a Londoni Értéktőzsde után. 

## Tevékenységek
Üzemelteti a MATIF határidős tőzsdét, amely határidős ügyletekkel és opciókkal kereskedik kamat- és nyersanyagpiacon, valamint MONEP-pel, részvény- és indexhatáridős ügyletekkel és opciókkal. Az összes termék elektronikus kereskedelmet folytat az NSC rendszeren, amelyet az Euronext valamennyi tagja elfogadott. A tranzakciókat az LCH Clearneten keresztül rendezik. A készpénzes elszámolás T + 2 történik. A kereskedési idő reggel 9 óra és délután 5:30 között folyik közép-európai idő szerint hétfőtől péntekig. 
A 2004. december végéig tartó pénzügyi évben az Euronext Paris 522 millió USD árbevételt ért el, az értékesítés −12,9%-os csökkenése mellett (2003-hoz képest).   

## Fordítás
- Ez a szócikk részben vagy egészben  az   Euronext Paris című angol Wikipédia-szócikk ezen változatának fordításán alapul.  Az eredeti cikk szerkesztőit annak laptörténete sorolja fel. Ez a jelzés csupán a megfogalmazás eredetét és a szerzői jogokat jelzi, nem szolgál a cikkben szereplő információk forrásmegjelöléseként.